# Saint-Cyr-de-Valorges
Saint-Cyr-de-Valorges ist eine französische Gemeinde mit 311 Einwohnern (Stand: 1. Januar 2022) im Département Loire in der Region Auvergne-Rhône-Alpes (vor 2016 Rhône-Alpes). Sie gehört zum Arrondissement Roanne und zum Kanton Le Coteau.

## Geographie
Die Gemeinde Saint-Cyr-de-Valorges liegt im Nordwesten der Monts du Lyonnais an der Grenze zum Département Rhône, 28 Kilometer südöstlich von Roanne und etwa 43 Kilometer westnordwestlich von Lyon. Nachbargemeinden von Saint-Cyr-de-Valorges sind Chirassimont im Nordwesten und Norden, Machézal im Norden und Nordosten, Joux im Osten, Violay im Südosten und Süden sowie Sainte-Colombe-sur-Gand im Westen und Nordwesten.

## Bevölkerungsentwicklung
| Jahr                       | 1962 | 1968 | 1975 | 1982 | 1990 | 1999 | 2006 | 2014 | 2022 |
| Einwohner                  | 396  | 383  | 358  | 313  | 277  | 274  | 334  | 309  | 311  |
| Quellen: Cassini und INSEE |      |      |      |      |      |      |      |      |      |

## Sehenswürdigkeiten
- Schloss L’Espinasse mit Donjon aus dem 11. Jahrhundert
- Kirche Saint-Cyr
- Ruine des Donjons von Ressy

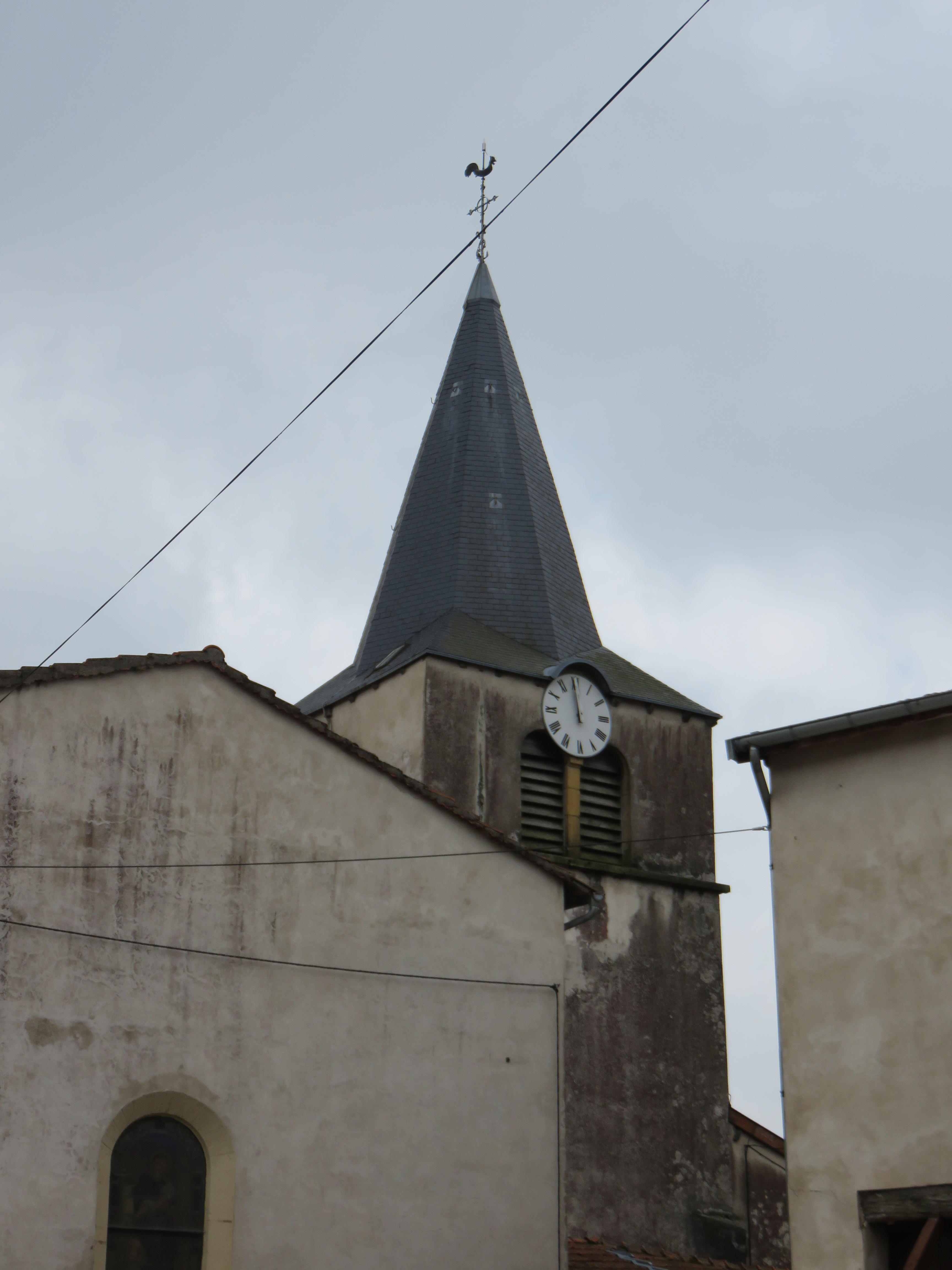
Turm der Kirche Saint-Cyr
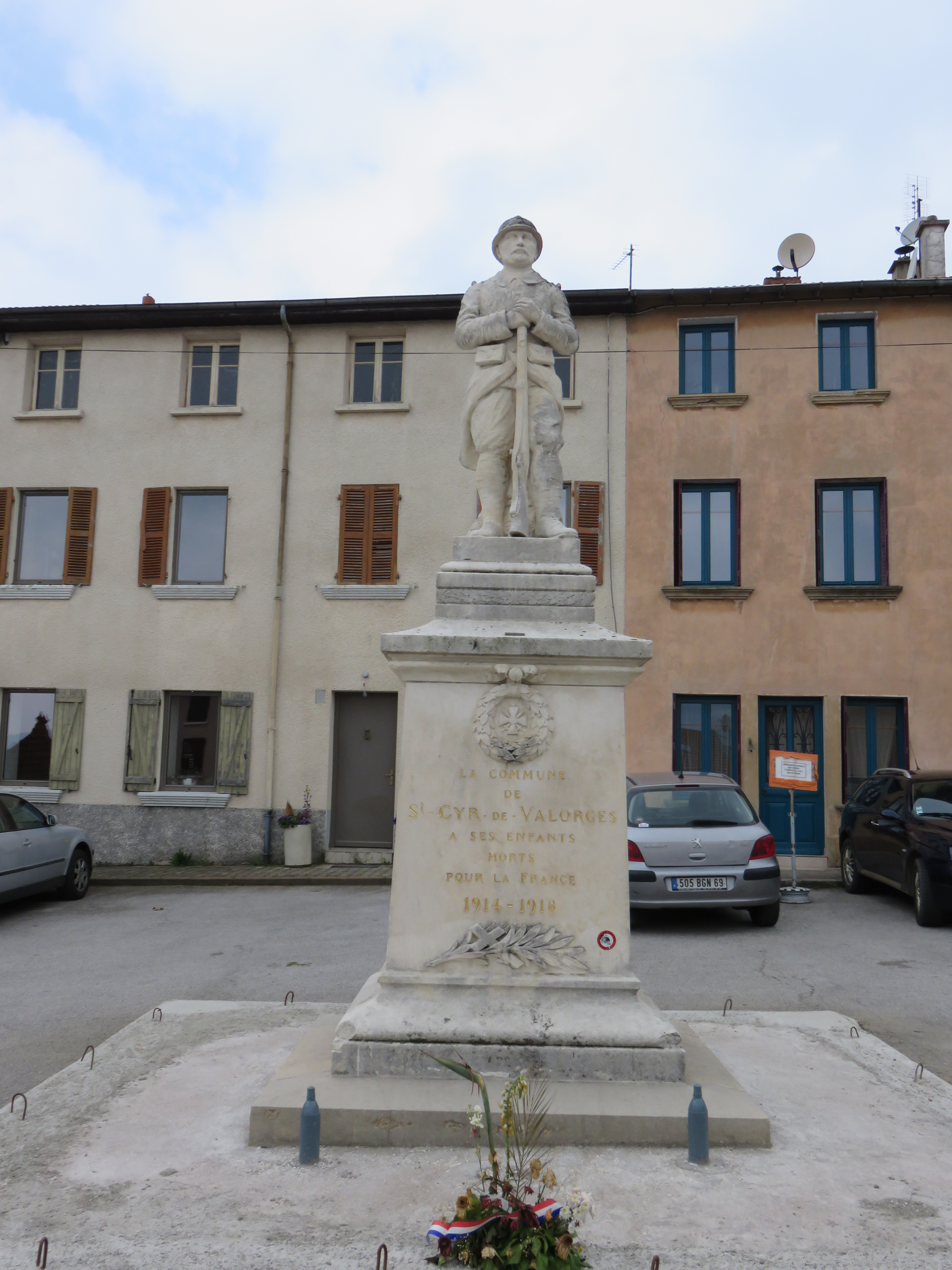
Gefallenendenkmal